# ホテル科
ホテル科（ホテルか）は、ホテル業界に進む人材に基本的な知識と技術を修得させる学科あるいは訓練科である。
学校教育法に基づく専修学校や、職業能力開発促進法に基づく職業訓練施設に設置されている。

## 設置している専修学校
（類似の学科名も含む）
- 専門学校西鉄国際ビジネスカレッジ ホテル科
- 国際トラベル&ホテル専門学校 ホテル科
- 国際トラベル&ホテル専門学校静岡校 ホテル科
- 国際トラベル&ホテル専門学校浜松校 ホテル科
- 東京YMCA国際ホテル専門学校 ホテル科
- 駿台トラベル&ホテル専門学校 ホテル科
- 東京ホテルビジネス専門学校 ホテル科
- 中村国際ホテル専門学校 ホテル科
- 福岡YMCA国際ホテル・福祉専門学校 ホテル科ホテルコース
- ホスピタリティツーリズム専門学校大阪　ホテル科
- 日本外国語専門学校　国際ホテル科
- 東京観光専門学校　ホテル学科
- 大阪観光専門学校　ホテル学科
- 名古屋観光専門学校　ホテル学科
- 名古屋外語・ホテル・ブライダル専門学校　国際ホテル科
- 大阪YMCA国際専門学校　国際ホテル学科
- 外語ビジネス専門学校　国際ホテル学科
- 専門学校札幌スクールオブビジネス　ホテル学科
- 穴吹カレッジ　ブライダル・ホテル学科
- 九州観光専門学校　ホテル学科
- ホスピタリティツーリズム専門学校　ホテル学科（昼間部・夜間部）
- 東日本ホテルトラベル専門学校 ホテルコース
- キャルエールホテル旅行専門学校 ホテル学科
- 神戸YMCA学院専門学校 ホテル学科
- 経専北海道観光専門学校 ホテル学科
- 駿台トラベル&ホテル専門学校 ホテル学科
- 専門学校西日本アカデミー ホテル観光ビジネス学科
- 函館ビジネスアカデミー専門学校 ホテル観光科
- 東京YMCA国際ホテル専門学校 ホテル実務科
- 東京YMCA国際ホテル専門学校 ホテル専攻科
- 神戸YMCA学院専門学校 ホテル学専修科
- 専門学校インターナショナルリゾートカレッジ 国際トラベル科
- 関西外語専門学校 国際ビジネスコース
- グリーン外語専門学校 国際ビジネス科
- 札幌YMCA国際ビジネス・社会体育専門学校 国際ビジネス学科
- 東日本ホテルトラベル専門学校 国際ホテルコース
- 国際観光専門学校 国際ホテルデュアル学科
- 神田外語学院 国際ホテル科
- 東京エアトラベル・ホテル専門学校 国際ホテル科
- 東京ホテルビジネス専門学校 国際ホテル科
- JTBトラベル&ホテルカレッジ 国際ホテル科
- 大阪外語専門学校 国際ホテル学科
- トライデントホテル・サービス事業専門学校 国際ホテル学科
- 国際観光専門学校 国際ホテル学科
- 専門学校日本ホテルスクール 国際ホテル学科ホテル科
- 愛媛コミュニケーションビジネス専門学校 ホテル・レストラン科
- 愛媛調理製菓専門学校 ホテル・レストランコース

## 設置している職業訓練施設
- 沖縄職業能力開発大学校 ホテルビジネス科
- 鹿児島ホテル短期大学校 ホテルビジネス学科
- 都立職業能力開発センター民間委託訓練　ホテル・レストランサービス科
- トラジャル北海道ホテル総合サービス科緊急人材育成・就職支援基金事業による職業訓練
- 沖縄職業能力開発促進センター　観光・サービス接遇科
- オーバル・ホテルサービス・エデュケーション・カレッジ
- 奈良県立高等技術専門校接客サービス系ホテル・旅館・レストラン科（旧旅館科）
- 国立職業リハビリテーションセンター 知的障害者センターホテル・アメニティワークコース
- 株式会社ブライトサッポロ職業訓練 ウェディングプランナー ホテルレストランスタッフ育成講座
- 旭川ヒューマンサービスセンター レストラン科
- 大阪府職業能力開発協会 レストラン科（他に観光ビジネス科もある）
- 小林高等職業訓練校（小林職業訓練会）ホテル・旅館・レストラン科
- 会津高等技術専門校ホテル旅館レストラン科
- 職業訓練法人　宮崎リゾートサービスアソシエーション・ホテル・旅館・レストラン科
- インターナショナルキャリアアカデミー鹿児島校 ホテル・レストラン科
- 東京都職業能力開発協会  ホテル・旅館・レストラン科
- 宮古職業訓練センター 旅館科
- 札幌高等技術専門学院旅館科能力開発セミナーオプションテクノコース
- 秋田技術専門校旅館科